# پینو دانیله
پینو دانیله (ایتالیایی: Pino Daniele؛ ‏ ۱۹ مارس ۱۹۵۵ – ۴ ژانویهٔ ۲۰۱۵) آهنگساز، موسیقی‌دان و خواننده-ترانه‌پرداز اهل ایتالیا بود. وی بین سال‌های ۱۹۷۵ تا ۲۰۱۵ میلادی فعالیت می‌کرد. موسیقی او شامل طیف وسیعی از سبک‌ها از جمله پاپ، بلوز، جاز، و همچنین موسیقی ایتالیایی و خاورمیانه‌ای بود.
از فیلم‌هایی که وی در آن‌ها نقش داشته است، می‌توان به سه برادر و بار دوم فراموش نمی‌شود اشاره نمود.